# Ester Pes Kočičková
Ester Pes Kočičková, vlastním jménem Renata Kozáková, rozená Divišová, později Divišová-Pařezová (* 13. ledna 1968 Klatovy), je česká komička, zpěvačka, textařka a moderátorka.

## Životopis
Pseudonym Ester Kočičková získala v tvůrčí skupině ČRo Rádio Mama, kde účinkovala jako studentka v zábavném pořadu Kamenná školka. Tento improvizační základ pak rozvíjela jako moderátorka Rádia Limonádový Joe. Spolu s Oldřichem Kužílkem pravidelně vystupovala na rozhlasové stanici Radiožurnál v pořadu Ptá se Ester Kočičková/Olaf Lávka až do konce roku 2007, kdy byl zrušen. Do ČRo se občas vrací se svým Rádiem Ořechovka v rámci vltavského Kabaretu v éteru. 
Pro Českou televizi moderovala pořady Ženský hlas (2002), Dvojhlas (2003), Nejhorší vyhrává a Pavlač Ester Kočičkové (2008).
Jako zpěvačka interpretuje šansony s vlastními texty a s hudbou skladatele Lubomíra Nohavici, který ji také doprovází na klavír.
V roce 2005 přirovnala komunisty k prasatům. Poté, co komunisté žádali omluvu a pohrozili trestním oznámením, se prasatům omluvila, že je urazila přirovnáním ke komunistům.
Působila v Stand-up pořadech Na stojáka a Comedy Club.

## Diskografie

### Studiová alba
| Rok                               | Album                 | Poznámky                                          |
| --------------------------------- | --------------------- | ------------------------------------------------- |
| 2001                              | S klavírem            | - Album nahrané s Lubomírem Nohavicou             |
| 2003                              | Druhé album           | - Album nahrané s Lubomírem Nohavicou             |
| 2005                              | Rumunským psům        | - Album nahrané s Nohavicou a Stanislavem Helenou |
| 2007                              | Černá orchidej        | - Album nahrané s Nohavicou                       |
| 2014                              | Hudba, tanec, klobása | - Album nahrané s Nohavicou a tělesem Kujooni     |
| Všechna alba vydal Rumpsum na CD. |                       |                                                   |

### Jiné nahrávky
| Rok  | Skladba                                    | Poznámky                                                                                           |
| ---- | ------------------------------------------ | -------------------------------------------------------------------------------------------------- |
| 2006 | Dva milenci (Alice)                        | - Píseň nahraná pro kompilaci Jana Buriana Dívčí válka                                             |
| 2007 | Šanson jak má bejt (s Lubomírem Nohavicou) | - Živý záznam z koncertu v Balbínově poetické hospůdce, vydán na kompilaci BALBÍNKA 007: Vyprodáno |
| 2010 | Ultima notte a Malá Strana                 | - Titulní píseň nahraná pro italské album Peppe Voltarelli                                         |